# Григорий (Бербичашвили)
Митрополит Григорий (в миру Гурам Григорьевич Бербичашвили, груз. გურამ გრიგოლის ძე ბერბიჭაშვილი; 18 июля 1956, Тбилиси) — епископ Грузинской православной церкви, митрополит Потийский и Хобский.

## Биография
В 1990 году закончил Тбилисскую духовную семинарию, а в 1994 году — кафедру богословия Тбилисской духовной академии.
14 октября 1989 года митрополитом Батумским и Шемокмедским Константином  (Меликидзе) был рукоположён в сан диакона патриаршего собора Светицховели. 27 марта 1990 года тем же иерархом был рукоположён во пресвитера батумского Богородице-Рождественского собора.
2 февраля 1994 года возведён в сан протоиерея.
21 марта 1996 года был пострижен в монашество в Шемокмедском монастыре архиепископом Иовом, 23 марта — возведён в сан архимандрита, а 24 марта — в соборе Светицховели хиротонисан во епископа Потийского.
В 1996—2003 годах был главой подотдела по взаимодействию с Вооружёнными силами и правоохранительными органами.
С апреля 2003 года — заведующий издательским и цензурным отделом Грузинской патриархии.
В мае 2003 — декабре 2006 года упоминается с титулом Потийского и Сенакского.
В июле 2007 году возведён в сан митрополита.
17 августа 2014 года присутствовал на интронизации митрополита Онуфрия в митрополиты Киевские и всея Украины.
В августе 2016 году по случай отмечавшегося 20-летия возрождения Потийской епархии митрополиту Григорию было присвоено звание почётного гражданина города Поти.